# Fritz Nipkow
Fritz Nipkow (* 18. Januar 1886 in Stäfa; † 26. April 1963 in Zürich) war ein Schweizer Apotheker und Limnologe. Er studierte Pharmazie am Eidgenössischem Polytechnikum. Im Jahr 1912 heiratete Nipkow Hedwig Delpy, die als erste Frau am Polytechnikum promovierte. Mit ihr hatte er eine Tochter und drei Söhne. Nach dem Studium führte er über 50 Jahre zusammen mit seiner Frau die von ihnen gegründete Winkelried-Apotheke in Zürich-Oberstrass. Im Jahr 1949 stieg sein jüngster Sohn in das Geschäft ein. Während der beiden Weltkriege diente Nipkow im Militär, seine Frau musste die Apotheke währenddessen alleine weiterführen. Nach dem Ersten Weltkrieg begann er mit limnologischen Forschungen am Zürichsee und weiteren, häufig benachbarten Kleingewässern. Er gilt als einer der Pioniere der limnologischen Forschung am Zürichsee; von besonderer Bedeutung waren seine Sedimentuntersuchungen, in denen er im Zürich- und Baldeggersee erstmals regelmässige, unterschiedlich gefärbte Sommer- und Winterschichten (Warven) nachweisen konnte.

## Leben

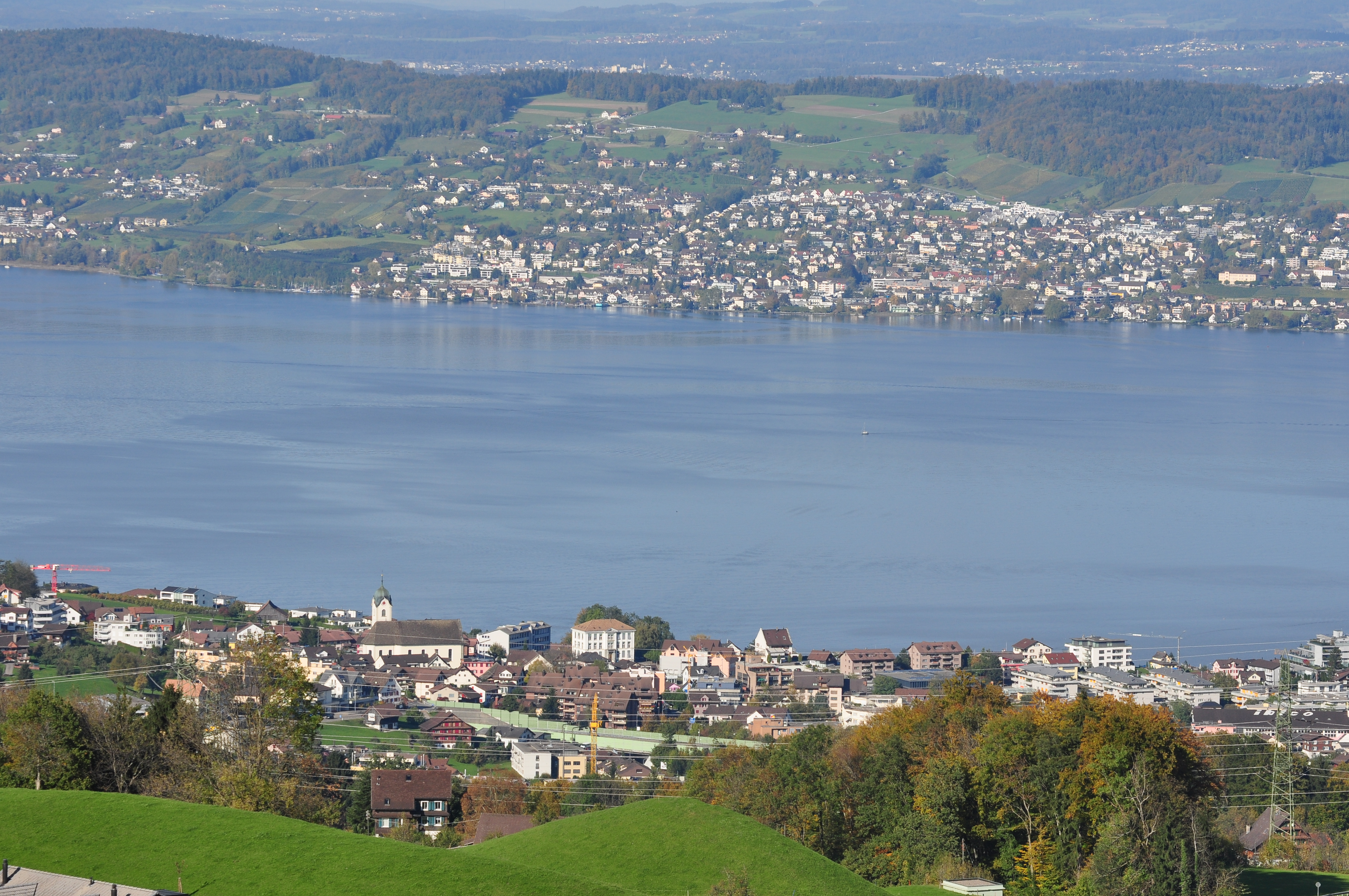
Zürichsee vom Feusisberg aus gesehen mit Bick auf Stäfa am gegenüberliegenden Seeufer.

Geboren als drittes Kind des Apothekers Ferdinand Nipkow in Stäfa, absolvierte Nipkow die Primar- und Sekundarschule an seinem Geburtsort, ebenso die Mittelschule am dortigen Knaben-Institut Ryffel. Mit 18 Jahren bestand er in Basel die eidgenössische Maturitätsprüfung. Nachdem er zuerst Zahnmedizin in Zürich studierte, wechselte er auf Wunsch seines Vaters den Studiengang. Nach einem Praxisjahr in einer Apotheke in Couvet im Kanton Neuenburg begann er ein Studium der Pharmazie am Polytechnikum, der späteren Eidgenössischen Technischen Hochschule. Dort traf er seine frühere Jugendfreundin Hedwig Delpy wieder, die am Polytechnikum promoviert worden war und während Nipkows Studium als Assistentin arbeitete. Die beiden hatten sich schon als Kinder in Stäfa zuweilen gesehen und zusammen gespielt. Hier verbrachte Hedwig Delpy oft die Ferien bei ihrem Grossvater Hans Heinrich Ryffel, dem Gründer und Leiter des Instituts Ryffel, in dem Nipkow seine Mittelschulausbildung erhalten hatte.
1912 heirateten die beiden und gründeten in Zürich-Oberstrass die Winkelried-Apotheke. Schon bald darauf musste Nipkow aufgrund des Ersten Weltkrieges aktiven Wehrdienst leisten und diente als Oberleutnant im Urner Bataillon 87. Erst nach Kriegsende konnte er sich wieder um das Geschäft kümmern, das unterdessen von seiner Frau weitergeführt wurde. Bald schon begann er, motiviert von Carl Schroeter, an dessen Feldexkursionen er als Student teilgenommen hatte, seine wissenschaftlichen Arbeiten. Er erforschte die Sedimente des Zürichsees und die in ihnen erhaltenen Planktonreste. Die 1927 verfasste Dissertation wurde mit dem Prix Schläfli ausgezeichnet. Anschliessend befasste sich Nipkow mit biologischen Fragestellungen zu verschiedenen tierischen und pflanzlichen Planktonarten. Während des Zweiten Weltkriegs wurde Nipkow, inzwischen zum Hauptmann befördert, nochmals in den Aktivdienst berufen und führte eine Kompanie. 
Das Paar hatte eine Tochter und drei Söhne. Der älteste Sohn Gustav Nipkow studierte Pharmazie und war als Nachfolger für die Winkelried-Apotheke vorgesehen. Er verunglückte jedoch im Juni 1942 bei einem Militärunfall tödlich. Sein Bruder Fritz Nipkow jun., der bereits ein Jura-Studium begonnen hatte, wechselte daraufhin zur Pharmazie und trat 1949 nach bestandenem Staatsexamen in die Apotheke ein, die er 1954 übernahm.

## Werk

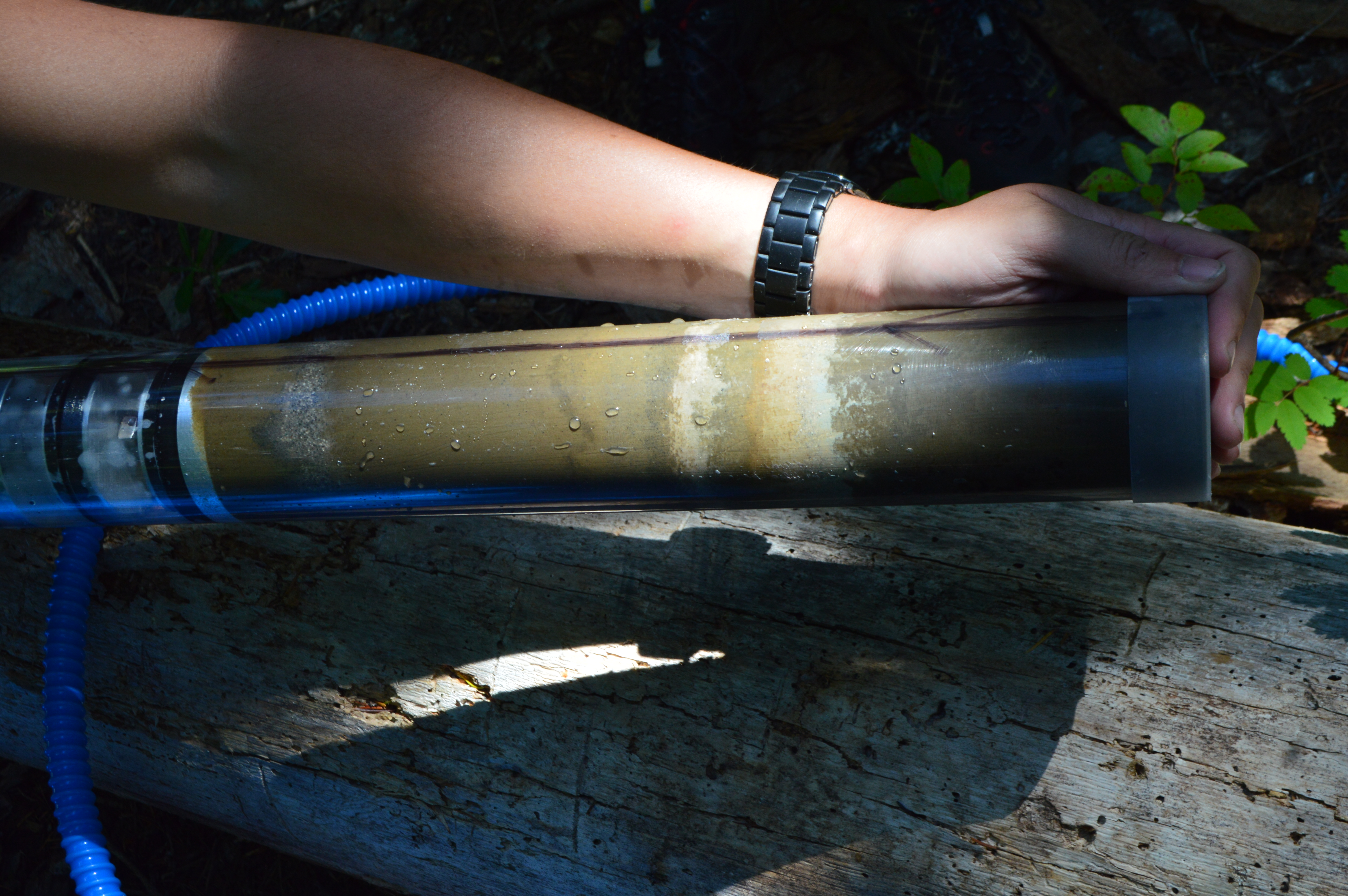
Sedimentkern in einem modernen Stechrohr (Forlorn Lakes, Gifford Pinchot National Forest, Washington).

Nipkow plante – angeregt durch Carl Schroeter – nach eigenen Angaben schon 1911, hydrobiologische Forschungen am Zürichsee durchzuführen. Anfangs wollte er sich mit Uferalgen beschäftigen und begann bereits erste Forschungen in Stäfa, wurde jedoch aus beruflichen Gründen und aufgrund seines Militärdienstes von tiefergehenden Forschungen abgehalten. Ab 1918 führte er systematische Untersuchungen der Sedimente des Zürichsees mittels eines von Einar Naumann entwickelten und von Nipkow selbst verbesserten Sedimentstechrohrs durch, mit dem er auch aus grossen Tiefen weitgehend ungestörte Bohrkerne entnehmen konnte. Er fand in den Sedimenten des tiefsten Bereichs farblich unterschiedene Sommer- und Winterschichten, untersuchte deren chemische Zusammensetzung und beschäftigte sich eingehend mit den in ihnen enthaltenen Zoo- und Phytoplanktonresten. Dabei konnte er historische Algenblüten, zum Beispiel das Auftreten der Kieselalge Tabellaria fenestrata im Jahr 1896, anhand der Planktonreste in den entsprechenden Jahresschichten identifizieren. Erst etwa 30 Jahre nach Nipkows Arbeiten entwickelte sich die häufig mit derartigen im jährlichen Zyklus wiederkehrenden Schichten arbeitende Paläolimnologie als eigenständige Subdisziplin der Limnologie. Erste Ergebnisse dieser Arbeiten wurden 1920 publiziert. 1927 vollendete Nipkow seine Dissertation, in der neben den Sedimenten des Zürichsees auch diejenigen des Baldeggersees in die Untersuchungen einbezogen wurden. In dieser untersuchte er systematisch die jährliche Menge der sedimentierten Kieselalgen sowie deren Grösse und die Zusammensetzung der Spezies. Anschliessend führte er deren Variabilität auf externe Veränderungen des Nährstoffhaushaltes, z. B. durch verstärkte Abwassereinleitung oder Uferrutschungen zurück. Für seine Dissertation wurde ihm der Schläfli-Preis der Schweizerischen Naturforschenden Gesellschaft verliehen.
In weiteren Arbeiten beschrieb Nipkow, teilweise in Zusammenarbeit mit Gottfried Huber-Pestalozzi, verschiedene im Zürichsee auftretende Planktonarten. Im Zuge seiner Forschungen im Umland von Zürich war er dabei Erstbeschreiber der beiden Grünalgen Spirogyra angulata und Mougeotia turicensis. Zusammen mit Otto Jaag untersuchte er zudem die Wirkung verschiedener parasitischer Pilze auf Planktonarten des Zürichsees wie die Burgunderblutalge (Planktothrix rubescens) und die beiden Grünalgen Sphaerocystis schroeteri und Eudorina elegans. Dabei gaben sie einen Überblick über bisher in der Schweiz dokumentierte parasitische Pilze und beschrieben auch neue Arten. Neben dem Zürichsee untersuchte er auch Proben von Kleingewässern innerhalb der Region Zürich und anderen Gebieten der Schweiz, die er teilweise während Wanderungen oder Gebirgstouren sammelte.

## Veröffentlichungen (Auswahl)
- Vorläufige Mitteilungen über Untersuchungen des Schlammabsatzes im Zürichsee. In: Zeitschrift für Hydrologie. 1 (Heft 1/2). Aarau 1920.
- Verjüngung und Grössenänderung des Stephanodiscus Hantzschii Grun. im Zürichsee. In: Mitteilungen der Märkischen Mikrobiologischen Vereinigung e. V. 11 (Heft 2/3) Berlin 1921.
- mit Gottfried Huber-Pestalozzi: Experimentelle Untersuchungen über die Entwicklung von Ceratium hirundinella O.F.M. In: Zeitschrift für Botanik. 14 (Heft 5), Fischer, Jena 1922, S. 338–371.
- mit Gottfried Huber-Pestalozzi: Experimentelle Untersuchungen über Entwicklung und Formbildung von Ceratium hirundinella O.F.M. In: Flora (Neue Folge). 116 (Heft 1/2) 1922, S. 114–215.
- Über das Verhalten der Skelette planktonischer Kieselalgen im geschichteten Tiefenschlamm des Zürich- und Baldeggersees. Dissertation Zürich 1927.
- mit Gottfried Huber-Pestalozzi: Beobachtungen am Plankton des Zürichsees. Dileptus trachiloides ZACH., ein für den Zürichsee neues Plankton-Infusorium. In: Vierteljahresschrift der Naturforschenden Gesellschaft in Zürich. 72, 1927.
- mit Otto Jaag: Neue und wenig bekannte parasitische Pilze auf Planktonorganismen schweizerischer Gewässer. I. In: Berichte der Schweizerischen Botanischen Gesellschaft. 61, 1951, S. 478–498 (e-periodica.ch).
- Die Gattung Polyarthra EHRENBERG im Plankton des Zürichsees und einiger anderer Schweizerseen. In: Schweizerische Zeitschrift für Hydrologie. 14 (Heft 1) Basel 1952.
- Die Auxosporenbildung bei Fragilaria crotonensis KITTON im Plankton des Zürichsees. In: Schweizerische Zeitschrift für Hydrologie. 15 (Heft 2) Basel 1953.
- Epistylis rotans SVEC. im Plankton des Zürichsees. Ein Beitrag zur Biologie dieses Plankton-infusoriums In: Schweizerische Zeitschrift für Hydrologie. 18 (Heft 1) Basel 1956.
- Zellteilungen bei zwei Desmidiaceen Micrasterias crux-melitensis (E.) HASSALT und Micrasterias rotata (GREV.) RALFS. In: Schweizerische Zeitschrift für Hydrologie. 22 (Heft 1) Basel 1960.
- Über die Sexual- und Dauerperioden einiger Zygnemalen aus schweizerischen Kleingewässern. In: Schweizerische Zeitschrift für Hydrologie. 24 (Heft 1) Basel 1962.